# آزمایش برش پره

نماد مورد استفاده در نقشه‌ها

تصویری که میله و پره وارد شده در خاک را نشان می‌دهد

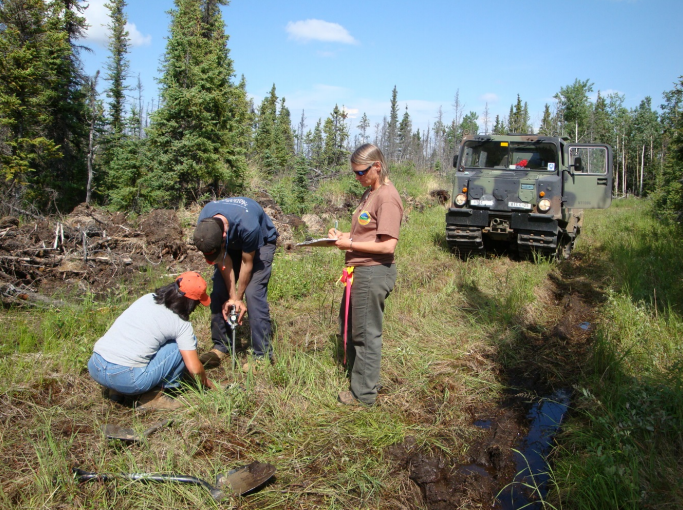
کادر مهندسین ارتش ایالات متحده در حال انجام آزمایش برش پره

آزمایش برش پره (به انگلیسی: Shear vane test) روشی برای اندازه گیری مقاومت برشی زهکشی نشده یک خاک چسبنده است. آزمایش با تجهیزاتی شامل میله‌ای با پره‌های نصب شده روی آن انجام می‌شود که داخل زمین قرار می‌گیرد و می‌چرخد. یک سنجه در بالای میله، گشتاور لازم برای گسیختگی خاک را اندازه‌گیری می‌کند و تبدیل به مقاومت برشی را فراهم می‌کند. این تجهیزات حداقل از سال ۱۹۴۸ مورد استفاده قرار می‌گیرد. این تجهیزات همچنین حداقل از سال ۱۹۶۷ برای ارزیابی مقاومت برشی توده‌های برف در معرض خطر تشکیل بهمن دال‌گونه مورد استفاده قرار گرفته است.

## تجهیزات مورد استفاده
پره برشی متشکل از یک میله صاف با چهار پره در یک انتها است که به صورت صلیبی متصل شده‌اند و یک ترکیب دسته/گشتاور سنج. میله را تا عمق ۵۰۰ میلی‌متر در خاک فرو کرده و با سرعتی بین ۶ تا ۱۲ درجه در دقیقه می‌چرخانیم. هنگامی که خاک از نظر برشی شکست خورد، سنجه حداکثر گشتاور اعمال شده را نشان می‌دهد. سنجه با مقیاسی مشخص شده است که گشتاور را به مقاومت برشی (برحسب کیلو نیوتن بر متر مربع) تبدیل می‌کند. دو مقیاس برای استفاده با دو اندازه مختلف پره وجود دارد - ۱۵۰-در-۷۵-میلیمتر (۵٫۹-در-۳٫۰-اینچ) از پره‌ها برای خاک‌هایی با مقاومت برشی تا ۵۰ kN/m2 استفاده می‌شود و ۱۰۰-در-۵۰-میلیمتر (۳٫۹-در-۲٫۰-اینچ) پره‌ها برای خاک‌های قوی‌تر. در انگلستان این روش بر اساس استاندارد بریتانیا ۱۳۷۷ ( روش های آزمایش خاک برای اهداف مهندسی عمران ) اداره می‌شود.
پره برشی یک وسیله ساده و قابل حمل است. این آزمایش برای خاک‌های رسی طبقه بندی شده از نرم تا سفت مناسب است. با قالب‌گیری و آزمایش مجدد نمونه، نشانه‌ای از حساسیت خاک رس نیز پیدا می‌شود. این آزمایش همچنین جایی که مشاهده بشود با مقدار اسلامپ همبستگی دارد برای اندازه‌گیری مقاومت برشی مخلوط ملات استفاده شده است. این تجهیزات همچنین حداقل از سال ۱۹۶۷ برای ارزیابی مقاومت برشی توده‌های برف در معرض خطر تشکیل بهمن دال‌گونه مورد استفاده قرار گرفته است.

## تاریخچه و تحقیقات
این آزمایش توسط ال کارلسون و الک اسکمپتون در سال ۱۹۴۸ پیشگام شد. از آن زمان بر سر صحت آن اختلاف نظر وجود داشته است. کارلسون و اسکمپتون معتقد بودند که مقدار بالاتری نسبت به آزمایش‌های فشاری نامحدود ارائه می‌کند و در واقع با مقادیر مورد انتظار در تئوری ژئوتکنیک مطابقت دارد. با این حال، تحقیقات سال ۱۹۷۳ ادعا کرد که این آزمایش در واقع در مقایسه با آزمایش‌های فشاری که در آن نمونه با کیفیت خوبی قابل دست‌یابی است، مقاومت برشی کمتر از حد برآورد می‌کند. این اختلاف به اختلال نمونه ناشی از قرار دادن پره برشی نسبت داده شده است.

## مراجع
1. 1 2 3  Bell، F. G. «Foundation Engineering in Difficult Ground». Elsevier.
2. 1 2  Austin, SA; Robins, PJ; Goodier, CI. "Workability, shear strength and build of wet-process sprayed mortars" (PDF). Specialist Techniques and Materials for Concrete Construction [Proceedings of the International Congress on Creating with Concrete, Dundee, Scotland, September 1999]: 317–329. Retrieved 27 September 2018.
3. ↑  Halsegger, M. "Development of a Rotational Shear Vane for use in Avalanche Safety Work (Masters Thesis)" (PDF). Department of Mechanical Engineering University of Canterbury. Retrieved 27 September 2018.